# Dekanat węgorzewski
Dekanat Węgorzewski (właśc. Protoprezbiterat Węgorzewski) – jeden z 4 dekanatów (protoprezbiteratów) greckokatolickich eparchii olsztyńsko-gdańskiej utworzony 13 marca 2021, obejmujący obszar województw: warmińsko-mazurskie i podlaskie. Dziekanem (protoprezbiterem) od 15 marca 2024 jest o. Dymitr Harasim OSBM – proboszcz parafii św. Bazylego Wielkiego w Kętrzynie oraz Zaśnięcia Najświętszej Maryi Panny w Asunach

## Parafie
W skład dekanatu wchodzi 12 parafii i placówek duszpasterskich:
1. Parafia Zaśnięcia Najświętszej Maryi Panny w Asunach – Asuny 11, 11–410 Barciany
2. Parafia Ofiarowania Najświętszej Maryi Panny w Bajorach Małych – Bajory Małe 7, 11–429 Srokowo
3. Parafia św. Mikołaja w Baniach Mazurskich – Banie Mazurskie, ul. Konopnickiej 21
4. Parafia Trójcy Świętej w Białymstoku – Białystok, ul. Sybiraków 2
5. Parafia św. Apostołów Piotra i Pawła w Chrzanowie – Chrzanowo 1, 19–300 Ełk
6. Parafia Trójcy Świętej w Giżycku – Giżycko, ul. Białostocka 1
7. Parafia św. Bazylego Wielkiego w Kętrzynie – Kętrzyn, ul. Pocztowa 2
8. Parafia św. Jozafata Kuncewicza w Kruklankach – Kruklanki, ul. Wodna 1D
9. Parafia Św. Ducha w Miłkach – Miłki, ul. Giżycka 47
10. Parafia Przemienienia Pańskiego w Reszlu – Reszel, ul. Mazurska 1
11. Parafia św. Krzyża w Węgorzewie – Węgorzewo, ul. 11 Listopada 14
12. Parafia św. Włodzimierza i Olgi w Wydminach – Wydminy, ul. Dworcowa 2A

## Sąsiednie dekanaty
Dekanat Olsztyński, Dekanat Elbląski, Dekanat warszawsko-łódzki (archiepar. przemysko-warszawska), Dekanat przemysko-lubelski (archiepar. przemysko-warszawska)